# Hiostylia
Hiostylia, hyostylia – typ połączenia łuku żuchwowego z mózgoczaszką, polegający na podwieszeniu chrząstki podniebienno-kwadratowej (łac. palatoquadratum) do puszki mózgowej więzadłami łącznotkankowymi z zachowaniem dużej swobody ruchu. Palatoquadratum nie jest na stałe przyrośnięte do mózgoczaszki, z tyłu łączy się z nią za pomocą rozbudowanej chrząstki gnykowo-żuchwowej (hyomandibulare), a z przodu za pomocą ścięgien. Takie połączenie jest uznawane za bardziej rozwinięte ewolucyjnie od amfistylii – charakteryzuje je utrata połączenia wyrostka słuchowego chrząstki podniebienno-kwadratowej z zaoczodołową częścią mózgoczaszki oraz dominujący udział chrząstki gnykowo-żuchwowej w zawieszeniu szczęk.
Czaszka hiostyliczna (hyostyliczna) występuje u większości współczesnych ryb spodoustych. Umożliwia znaczne powiększenie objętości jamy gębowej i gardzieli. Pozwala na wykorzystywanie ruchliwości szczęk na różne sposoby, np. wysuwanie do przodu, kierowanie otworu gębowego ku górze lub ku dołowi. Ułatwia pobieranie pokarmu, wzmaga siłę ssącą wytwarzaną przez jamę gębową.